# Даріус Міцейка
Даріус Міцейка (лит. Darius Miceika, нар. 22 лютого 1983, Вільнюс) — колишній литовський футболіст, що грав на позиції півзахисника.

## Клубна кар'єра
У дорослому футболі дебютував 2000 року виступами за «Полонію» (Вільнюс), в якій провів один сезон, взявши участь лише у 5 матчах чемпіонату.
Протягом 2001—2002 років захищав кольори «Жальгіріса».
Своєю грою за останню команду привернув увагу представників тренерського штабу російського «Зеніта», до складу якого приєднався влітку 2002 року. Трохи погравши за основну санкт-петербурзьку команду, Міцейка був відправлений до дубля, де і провів три сезони.
На початку 2005 року уклав контракт з «Металургсои» (Лієпая), у складі якого провів наступні чотири роки своєї кар'єри гравця. Більшість часу, проведеного у складі «Металургса», був основним гравцем команди.
У першій половині 2009 року виступав за білоруський клуб «Граніт» (Мікашевичі), де, узявши участь лише в 13 матчах, встиг записати на свій рахунок три голи.
Наступний сезон Міцейка провів у запорізькому «Металурзі», після чого повернувся до однойменного латвійського клубу.
У 2011 році литовець повернувся в російський чемпіонат, підписавши контракт з клубом першого дивізіону «Хімками» і до кінця сезону встиг відіграти за підмосковну команду 37 матчі в національному чемпіонаті.
Після того також у ФНЛ виступав за хабаровський клуб «СКА-Енергія», але на поле виходив вкрай рідко, тому 2014 року повернувся на батьківщину, ставши гравцем «Тракая».
Завершив професійну ігрову кар'єру у естонському клубі «Калев» (Сілламяе), за який виступав протягом першої половини 2015 року.

## Виступи за збірну
1 березня 2006 року дебютував в офіційних матчах у складі національної збірної Литви в товариській грі зі збірною Албанії.
Всього за чотири роки провів у формі головної команди країни 10 матчів, забивши 1 гол.

## Досягнення
- Чемпіон Латвії: 2005
- Віце-чемпіон Латвії: 2006, 2007, 2008
- Переможець Кубка Латвії: 2006
- Чемпіон Балтійської ліги: 2007

| Дата       | Місто      | Господарі         | Результат | Гості     | Турнір                        | Голи | Примітки |
| ---------- | ---------- | ----------------- | --------- | --------- | ----------------------------- | ---- | -------- |
| 01/03/2006 | Тирана     | Албанія           | 1 – 2     | Литва     | товариський матч              | -    | 88'      |
| 06/09/2006 | Каунас     | Литва             | 1 – 2     | Шотландія | Відбір до ЧЄ 2008             | 1    | 83'      |
| 07/10/2006 | Торсгавн   | Фарерські острови | 0 – 1     | Литва     | Відбір до ЧЄ 2008             | -    |          |
| 11/10/2006 | Ель-Кувейт | Кувейт            | 1 – 0     | Литва     | товариський матч              | -    |          |
| 15/11/2006 | Паола      | Мальта            | 1 – 4     | Литва     | товариський матч              | -    | 66'      |
| 06/02/2007 | Ла-Курнев  | Малі              | 3 – 1     | Литва     | товариський матч              | -    | 78'      |
| 31/05/2008 | Юрмала     | Литва             | 1 – 0     | Естонія   | Балтійський кубок             | -    | 53'      |
| 19/11/2008 | Таллінн    | Литва             | 1 – 1     | Молдова   | Turniir Linnapeade Karikatele | -    | 46'      |
| 22/11/2008 | Курессааре | Естонія           | 1 – 1     | Литва     | Turniir Linnapeade Karikatele | -    | 63'      |
| 11/02/2009 | Албуфейра  | Андорра           | 1 – 3     | Литва     | товариський матч              | -    | 64'      |
| Усього     |            | Матчів            | 10        |           | Голів                         | 1    |          |